# Мкртчян, Мкртыч Эмильевич
Мкртыч Эми́льевич Мкртчян (арм. Մկրտիչ Մկրտչյան, 5 июня 1952, Ереван) — армянский врач и политик, бывший депутат парламента Армении.
- 1972—1977 — Ереванский медицинский институт. Врач. Кандидат медицинских наук. Действительный член Российской академии естественных наук. Награждён медалями «Материнская благодарность» (непризнанная НКР, 1998), «За боевые заслуги» (2001), «Гарегин Нжде» (2002).
- 1974—1976 — работал фельдшером медсанчасти № 3.
- 1976—1977 — врач-интерн в Ереванской республиканской клинической больнице.
- 1977—1983 — работал урологом-терапевтом в Капанском межрайонном урологическом диспансере.
- 1983—1989 — межрайонный судебно-медицинский эксперт Кафана-Мегри министерства здравоохранения Армении.
- 1989—1992 — был директором Кафанского медицинского училища.
- 1992—2003 — директор Ереванского базового медицинского училища № 1. Председатель совета директоров средних специальных медицинских учебных заведений министерства здравоохранения Армении.
- 2003—2007 — был депутатом парламента. Член постоянной комиссии по вопросам науки, образования, культуры и молодёжи. Член партии «РПА», член добровольческого союза «Еркрапа».